# ويليام د. سوينسون
ويليام د. سوينسون (بالإنجليزية: William D. Swenson)‏ هو ضابط أمريكي، ولد في 2 نوفمبر 1978.